# Siratori Kimiko
Siratori Kimiko (白鳥 公子; Hepburn: Shiratori Kimiko) (Japán, 1968. június 6. –) japán válogatott labdarúgó.

## Nemzeti válogatott
1984-ben debütált a japán válogatottban. A japán válogatottban 5 mérkőzést játszott.

## Statisztika
| Japán válogatott | Japán válogatott | Japán válogatott |
| Időszak          | Mérk.            | gól              |
| ---------------- | ---------------- | ---------------- |
| 1984             | 3                | 0                |
| 1985             | 0                | 0                |
| 1986             | 2                | 0                |
| Összesen         | 5                | 0                |